# Urnatella
Urnatella is een monotypisch geslacht van kelkwormen uit de familie van de Barentsiidae. De wetenschappelijke naam werd in 1851 voor het eerst geldig gepubliceerd door Joseph Leidy.

## Soort
- Urnatella gracilis Leidy, 1851